# Milada Richterová
Milada Richterová (* 1. dubna 1956) je česká novinářka, od června 2022 členka Rady České televize, v letech 2012 až 2018 členka Rady pro rozhlasové a televizní vysílání (od roku 2017 též místopředsedkyně rady).

## Život
V letech 1971 až 1975 vystudovala Gymnázium Voděradská v Praze, následně pak v letech 1987 až 1991 dálkově absolvovala vysokoškolské studium na Fakultě sociálních věd Univerzity Karlovy v Praze (získala titul Mgr.).
Pracovní kariéru začínala v letech 1989 až 1993 v Československém rozhlase jako redaktorka zpravodajské redakce na stanici Československo. Poté přešla do soukromého sektoru, když byla v letech 1993 až 1995 moderátorkou, parlamentní zpravodajkou a vedoucí domácí redakce Rádia Alfa. Zároveň v letech 1993 až 1995 externě spolupracovala s TV Premiéra jako moderátorka hlavní zpravodajské relace a odpoledního publicistického magazínu o událostech v Praze a okolí.
V roce 1995 se vrátila do Českého rozhlasu, kde byla nejprve redaktorkou stanice Radiožurnál a od roku 2006 pak parlamentní zpravodajkou a zástupkyní šéfredaktora stanice Rádio Česko. V roce 2012 se pak na krátkou dobu vrátila na Radiožurnál jako redaktorka.
V září 2012 byla zvolena členkou Rady pro rozhlasové a televizní vysílání, formálně ji nominoval Poslanecký klub TOP 09 a STAN, funkce se ujala od 1. října 2012. Členství v RRTV však nebylo slučitelné s prací v Českém rozhlase, a tak z něj v roce 2012 odešla. V srpnu 2017 byla zvolena místopředsedkyní RRTV. Mandát členky i místopředsedkyně RRTV jí skončil na začátku října 2018.
Dne 15. června 2022 byla zvolena Poslaneckou sněmovnou do funkce členky Rady České televize. Získala všech 98 hlasů z 98 možných hlasů.
Milada Richterová je vdaná a má dvě děti.